# Ufouria: The Saga
 (juillet 2020).
Si vous disposez d'ouvrages ou d'articles de référence ou si vous connaissez des sites web de qualité traitant du thème abordé ici, merci de compléter l'article en donnant les références utiles à sa vérifiabilité et en les liant à la section « Notes et références ».
Ufouria: The Saga, ou Hebereke (へべれけ) au Japon, est un jeu vidéo sorti en 1991 sur NES. Ce jeu a été développé et édité par Sunsoft. C'est le premier jeu de la série Hebereke.
Le 18 août 2022, Sunsoft annonce le portage prochain du titre sur Nintendo Switch, PlayStation 4, Xbox One et PC.

## Personnages du jeu

### Protagonistes
- Bop-Louie/Hebe : Un bonhomme de neige (un manchot albino dans Hebereke). Il ne peut pas nager. Sa chapeau est de couleur bleue et avec un pompon blanc.
- Freeon-Leon/Oh-Chan : Un lacertilia masculine (une fille avec un pyjama de chat orange dans Hebereke). Il sait nager sur l'eau.
- Shades/Sukezaemon : Un fantôme blanc avec un chapeau rouge avec une aile.
- Gil/Jennifer : Un poisson vert. Il peut nager dans l'eau.

### Antagonistes
- Muu-Cat Brothers/Les frères chat Muu : Une équipe de 3 chats:
- Utsujin : Un membre de l'équipe "Muu-Cat Brothers". Il est un chat habillé comme un extraterrestre.
- Unyon : Le boss final du jeu.

### Autres personagges
- Pen-Chan : Une fille avec un pyjama de manchot bleu.
- Bobodori : Un oiseau de couleur violet. Il a un œuf perdu.